# Aligot ala-rogenc
L'aligot ala-rogenc (Butastur liventer) és una espècie d'ocell de la família dels accipítrids (Accipitridae). Habita sabanes, boscos pon densos i terres de conreu del sud-est asiàtic, al sud-oest de la Xina, Myanmar, Tailàndia, Cambodja, sud i centre de Laos, sud del Vietnam, Java, Sulawesi el sud-est de Borneo i l'illa de Timor. El seu estat de conservació es considera de risc mínim.